# Gizella Farkas
Gizella Farkas (Miskolc; 18 de noviembre de 1925-Viena; 17 de junio de 1996) fue una jugadora profesional de tenis de mesa húngara, considerada una de las mejores jugadoras de la historia de este deporte.
Entre 1947 y 1960, Farkas ganó muchas medallas en el Campeonato Mundial de Tenis de Mesa y en el Campeonato de Europa de Tenis de Mesa en partidas individuales o dobles femenino y dobles mixto; formó pareja con la austriaca Gertrude Pritzi, la escocesa Helen Elliot o su compatriota húngaro Ferenc Sidó.